# Șantaj (film din 1929)
Blackmail este un film britanic psihologic-thriller din 1929 regizat de Alfred Hitchcock cu  Anny Ondra, John Longden și Cyril Ritchard în rolurile principale. Este unul dintre primele filme sonore ale cinematografiei engleze. Bazat pe o piesă de teatru omonimă scrisă de Charles Bennett și prezintă povestea unei femei care ucide un bărbat care încercase s-o violeze.

## Acțiune
Frank Webber este un tânăr ambițios, polițist de la Scotland Yard. El trăiește împreună cu Alice White, care se întâlnește în taină cu pictorul  Crewe. Ea îl ucide pe pictorul care a încercat să o violeze. Alice pierde o mănușă la locul faptei din acest moment ea va fi șantajată de un necunoscut.

## Distribuție
- Anny Ondra ca Alice White
- Sara Allgood ca Mrs. White
- Charles Paton ca Mr. White
- John Longden ca Detectiv Frank Webber
- Donald Calthrop ca Tracy
- Cyril Ritchard ca Mr. Crewe, un artist
- Hannah Jones ca proprietar de locuințe
- Harvey Braban ca  Inspector Șef
- Johnny Ashby ca băiat (nemenționat)
- Joan Barry ca Alice White (voce, nemenționat)
- Johnny Butt ca Sergeant (nemenționat)
- Phyllis Konstam ca gossiping neighbour (nemenționat)
- Sam Livesey ca the Chief Inspector (nemenționat)
- Phyllis Monkman ca gossip woman (nemenționat)
- Percy Parsons ca crook (nemenționat)

## Producție
În prima fază a producției, Blackmail a fost realizat ca un film mut.

## Vezi și
- Listă de filme britanice din 1929